# Choroba nadciśnieniowa
Choroba nadciśnieniowa – stan stale podwyższonego ciśnienia tętniczego (nadciśnienie tętnicze), które wywołuje szereg reakcji i zmian chorobowych w całym układzie krwionośnym, a także w różnych organach, zwłaszcza w mózgu, nerkach i narządzie wzroku. W chorobie nadciśnieniowej ciśnienie tętnicze utrzymuje się powyżej 140/90 mm Hg i więcej.

## Stadia nadciśnienia tętniczego
Stadia nadciśnienia tętniczego według Światowej Organizacji Zdrowia WHO:
- I – brak zmian w narządach
- II – przerost lewej komory serca lub retinopatia nadciśnieniowa I°/II° lub białkomocz
- III – nadciśnieniowe uszkodzenie serca (niewydolność lewokomorowa), nerek (niewydolność nerek), mózgu i oka (retinopatia III°/IV°)

Nadciśnienie tętnicze należy traktować jako główny czynnik ryzyka całego spektrum chorób układu sercowo-naczyniowego i innych z nimi związanych, jak również chorób prowadzących do znacznego wzrostu ryzyka sercowo-naczyniowego. Powyższe fakty oraz znaczne rozpowszechnienie podwyższonego ciśnienia tętniczego w populacji ogólnej tłumaczą, dlaczego w raporcie WHO nadciśnienie tętnicze wymieniono na pierwszym miejscu wśród przyczyn zgonów na świecie.

## Etiologia
Ciśnienie krwi to siła nacisku, jaki wywiera płynąca krew na wewnętrzne ściany tętnic. O sile, z jaką krew napiera na ściany tętnic decydują takie parametry, jak praca serca, stan tętnic i skład krwi. Gdy wzrasta częstotliwość i siła skurczu serca, ciśnienie krwi podwyższa się. Charakterystyczny dla nadciśnienia stały skurcz włókien mięśniowych w tętnicach sprawia, że pozostają one zwężone i stawiają większy opór krwi. Wówczas serce kurczy się silniej, a ciśnienie nadal wzrasta, aby krew mogła przedostać się przez tętnice do wszystkich tkanek organizmu. Z kolei tętnice, które są narażone na silniejszy napór strumienia krwi, sztywnieją, czyli zmniejsza się ich elastyczność. Taki mechanizm prowadzi do groźnych procesów w organizmie. Zmienione chorobowo tętnice są bardziej podatne na rozwój miażdżycy – odkładania się na ich ścianach cholesterolu i powstawania zakrzepów krwi prowadzących do zwężenia światła tętnicy, a w skrajnych przypadkach do jego zamknięcia. W konsekwencji krew z tlenem ma utrudniony przepływ do serca czy mózgu. Skutkiem tego może być choroba wieńcowa (tj. zmniejszone ukrwienie serca spowodowane zwężeniem otaczających go naczyń wieńcowych), zawał serca (czyli martwica tkanki mięśniowej serca na skutek jej niedotlenienia), udar mózgu (tj. niedokrwienie mózgowia) czy przewlekła choroba nerek (np. upośledzenie czynności filtracji nerek spowodowane sklerotyzacją kanalików nerkowych). W ten sposób dochodzi do uszkodzenia narządów, które towarzyszy chorobie nadciśnieniowej. Wysokie ciśnienie krwi u osób nieleczonych zwiększa 3-krotnie ryzyko rozwoju niedokrwiennej choroby serca, 6-krotnie ryzyko niewydolności krążenia i 7-krotnie ryzyko udaru mózgu w stosunku do osób leczonych hipotensyjnie.

## Choroba nadciśnieniowa serca
Pod pojęciem nadciśnieniowej choroby serca rozumie się wszystkie zmiany w obrębie serca, które są wywołane bezpośrednio przez nadciśnienie tętnicze. Nadciśnienie w układzie tętniczym stwarza obciążenie dla lewej komory serca, która musi pokonać większy opór przepływu. Wiąże się z tym dodatkowy wydatek energetyczny, gdyż praca serca jest zwiększona. Po przekroczeniu granic adaptacyjnych może dochodzić do nadmiernego zgrubienia (przerostu) mięśnia serca, co może doprowadzić do jego niewydolności. Jednym z bezpośrednich skutków utrzymującego się nadciśnienia jest przerost (hipertrofia) lewej komory serca, która wykonuje znaczną pracę, pompując krew. Zgrubiałe pod wpływem wzmożonej pracy włókna mięśniowe osiągają masę krytyczną, której przekroczenie uniemożliwia odpowiednie zaopatrywanie w krew, a tym samym w tlen. Mięsień, który nie otrzymuje odpowiedniej ilości energii i tlenu, słabnie. Stopniowe wiotczenie może doprowadzić do poszerzenia komór serca. Prowadzi to do nieefektywnej pracy serca, gdyż im większa komora, tym większa ilość krwi, która musi być przepompowana. Przeciążone serce musi zwiększyć siłę skurczu lewej komory. Ostatecznie siła serca ulega coraz większemu osłabieniu, co wiąże się z ryzykiem, że do krwiobiegu nie zostanie wtłoczona wystarczająca ilość krwi. Gdy serce jako pompa nie jest w stanie zapewnić odpowiedniego krążenia krwi, a wraz z tym zaopatrzenia narządów w tlen i składniki odżywcze, mówimy o niewydolności serca.

## Objawy
Nadciśnienie tętnicze może przebiegać bezobjawowo lub też objawy są mało charakterystyczne (np. bóle głowy, bezsenność, pobudliwość, łatwe męczenie się, zaczerwienienie twarzy, szyi, klatki piersiowej, kołatania serca). U niektórych pacjentów choroba nadciśnieniowa może mieć charakter chwiejny i nie powodować powikłań narządowych przez długi czas, natomiast u innych od chwili rozpoznania ma ona charakter utrwalony i prowadzi do poważnych powikłań. Objawy jej towarzyszące są wówczas charakterystyczne dla poszczególnych schorzeń, które pojawiły się w wyniku choroby nadciśnieniowej.

## Wykaz możliwych następstw choroby nadciśnieniowej
Następstwa choroby nadciśnieniowej – układ krążenia:
- Twardnienie tętnic i rozwój miażdżycy – mięśnie tętnic ulegają wzmocnieniu, aby odpierać silniejszy napór strumienia krwi oraz tracą sprężystość konieczną do wspomagania przepływu krwi.
- Stopniowe zarastanie tętnic – krew płynąc z dużym ciśnieniem stopniowo uszkadza delikatną wyściółkę ścian tętnic, w których gromadzą się złogi. W najbardziej krytycznym stadium może dojść do całkowitego zablokowania tętnicy (udar niedokrwienny).
- Dalszy wzrost ciśnienia tętniczego – praca serca staje się szybsza i mocniejsza, aby do komórek docierała wystarczająca ilość krwi i aby przeciwdziałać ich obumarciu.
- Mikroudary krwotoczne – w różnych narządach dochodzi do pękania drobnych tętniczek, które tworzą wylewy i uszkadzają tkanki.
- Udary krwotoczne – może też dojść do pękania większych tętnic rozrywanych przez zbyt duże ciśnienie krwi.
- Tętniak rozwarstwiający aorty – pęknięcie wewnętrznej warstwy i rozwarstwienie ścian tętnicy głównej.

Następstwa choroby nadciśnieniowej – serce:
- Zarastanie lewej komory serca – nadmiernie obciążone serce wzmacnia swoje mięśnie, aby pokonać większy opór przepływu krwi. W następstwie ulegają one niebezpiecznemu powiększeniu. Wiąże się to z dodatkowym wydatkiem energetycznym. Po przekroczeniu granicy adaptacyjnej pojawiają się objawy niewydolności lewokomorowej.
- Choroba wieńcowa (niedokrwienna) – zwężenie, a w dalszej kolejności zamknięcie tętnic wieńcowych, które doprowadzają krew do mięśnia sercowego. Najbardziej krytyczną postacią choroby jest zawał serca.
- Zawał serca – obumarcie części mięśnia sercowego na skutek niedokrwienia. Ostra postać choroby wieńcowej.

Następstwa choroby nadciśnieniowej – mózg:
- Udar niedokrwienny – nagłe zatrzymanie układu krwi do mózgu spowodowane zatorem jednej z tętnic mózgowych.
- Udar krwotoczny (wylew) – pęknięcie jednej z tętnic mózgowych i wyciek krwi do tkanek mózgu.

Następstwa choroby nadciśnieniowej – oczy:
- Retinopatia nadciśnieniowa – w siatkówce m.in. niedrożność tętnic, pęknięcia i/lub rozwarstwienia tętnic, krwawienie wewnątrz gałki ocznej, obrzęk tarczy nerwu wzrokowego.

Następstwa choroby nadciśnieniowej – nerki:
- Nefropatia nadciśnieniowa – zmiany w tętnicach nerek, m.in. stwardnienie lub zwężenie ich światła. Może to prowadzić do zatrzymywania toksycznych substancji w organizmie.

## Profilaktyka
Kontrola ciśnienia tętniczego, modyfikacja stylu życia, trzymanie się zaleceń lekarskich i włączenie leczenia farmakologicznego istotnie zmniejsza ryzyko choroby nadciśnieniowej. Do podstawowych zasad profilaktyki zdrowotnej zalicza się:
- Regularne pomiary ciśnienia – raz na rok (osoba zdrowa), 2 razy na tydzień (osoba z nadciśnieniem tętniczym), 2 razy dziennie (przed wizytą lekarską).
- Badania cholesterolu – HDL (tzw. dobry cholesterol) powinien nie być niższy niż 45 mg%, a LDL (tzw. zły cholesterol) nie wyższy niż 115 mg%.
- Kontrola wagi ciała i obwodu pasa – mężczyźni nie powinni przekraczać w obwodzie pasa 94 cm, a kobiety 80 cm. Utrata 10 kg to spadek ciśnienia o 5–20 mmHg.
- Zdrowa dieta – ograniczenie spożycia soli (do 5 g/dzień), wzbogacenie menu o warzywa i owoce, które zawierają potas (reguluje pracę serca) i magnez (wpływa na kurczliwość mięśni), zastąpienie tłustego mięsa rybami, picie dużych ilości wody (1,5 litra dziennie).
- Wyzbycie się nałogów – rezygnacja z papierosów, alkoholu i kawy. Każdy papieros powoduje wzrost ciśnienia.
- Aktywność fizyczna – codzienna około 30-minutowa aktywność fizyczna (np. spacer marszowym krokiem) pozwala poprawić pracę serca, spalić tkankę tłuszczową i obniżyć cholesterol.
- Redukcja stresu i zapewnienie sobie odpowiedniej dawki snu – sen powoduje samoistny spadek ciśnienia o 10–20 mmHg.

## Leczenie
Od współpracy z lekarzem oraz doboru odpowiedniej farmakoterapii w dużym stopniu zależy powodzenie leczenia choroby nadciśnieniowej. Jednak podczas długotrwałego kontynuowania leczenia wielu pacjentów nie wykazuje się wytrwałością – np. rezygnując z leków lub modyfikując tryb ich zażywania. Dlatego istotną rolę odgrywa dobór środka medycznego, który nie wywołuje uciążliwych działań ubocznych. Ponadto w przypadku choroby nadciśnieniowej wskazane jest skojarzenie oddziaływania hipotensyjnego z właściwościami kardioprotekcyjnymi.
W leczeniu nadciśnienia tętniczego stosuje się obecnie 6 grup leków:
- beta-blokery i alfa-blokery
- antagonisty kanału wapniowego
- inhibitory konwertazy angiotensyny (zofenopryl)
- antagonisty receptora angiotensyny
- wazodylatatory
- diuretyki.

Do grupy rekomendowanej przez Europejskie Towarzystwo Kardiologiczne (ESC) należą inhibitory konwertazy angiotensyny zawierające substancję czynną zofenopryl. Wskazaniem do zastosowania zofenoprylu jest choroba nadciśnieniowa, jak też wczesna faza ostrego zawału serca z objawami niewydolności serca lub bez nich. Łączy on działanie hipotensyjne, kardioprotekcyjne i przeciwmiażdżycowe. Hamowanie działania konwertazy angiotensyny zapobiega przerostowi i włóknieniu mięśnia sercowego oraz wzrostu jego podatności na zaburzenia rytmu. Wytrzymałość pacjentów w kontynuowaniu terapii hipotensyjnej jest wysoka z uwagi na dawkowanie raz na dobę oraz mniejszą ilość skutków ubocznych w porównaniu do leków referencyjnych.